# Hanna Bedryńska

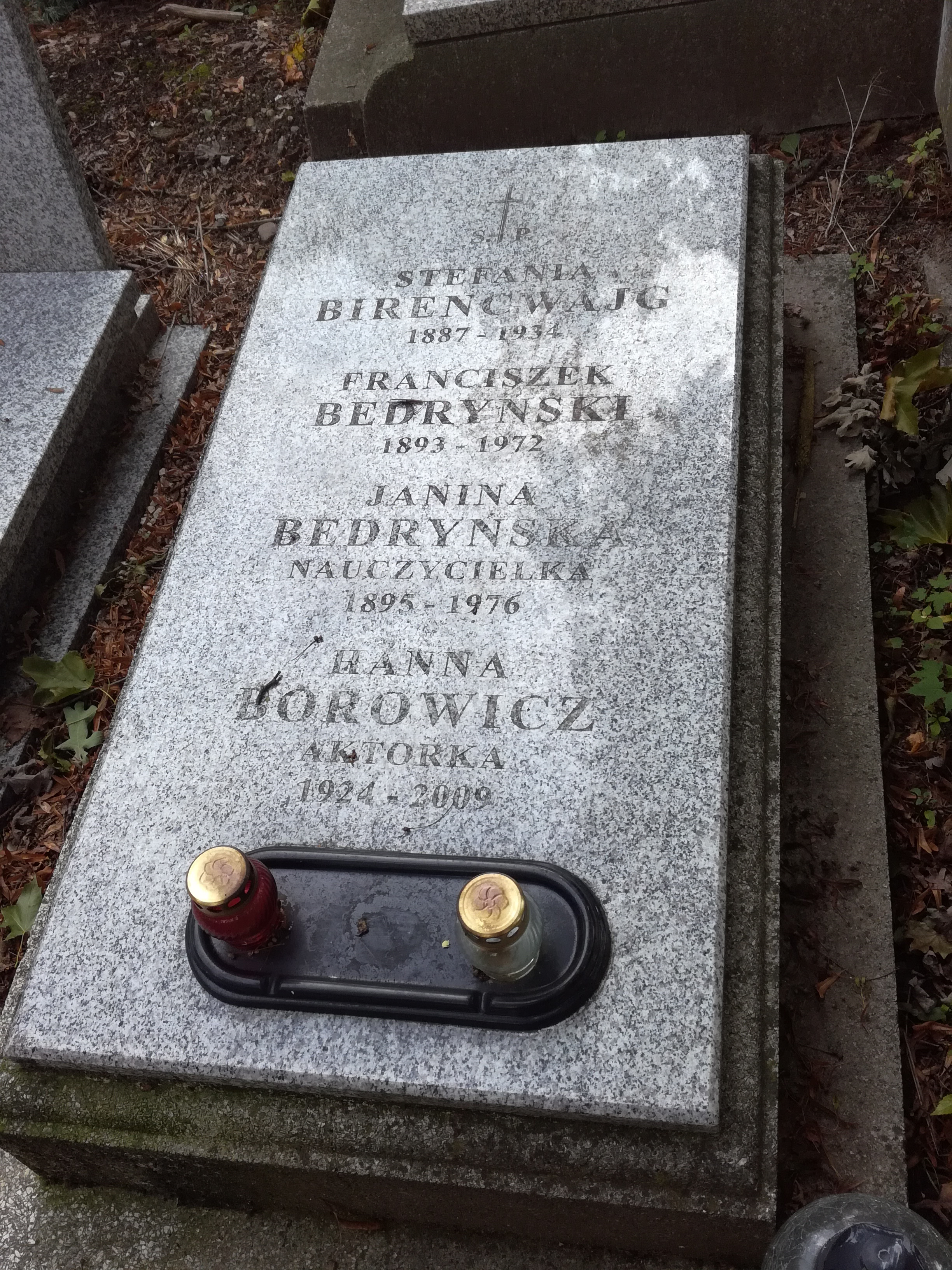
Grób Hanny Bedryńskiej-Borowicz na Starym Cmentarzu w Łodzi

Hanna Bedryńska-Borowicz (ur. 16 lutego 1924 w Łodzi, zm. 18 sierpnia 2009 w Warszawie) – polska aktorka teatralna, filmowa i telewizyjna.

## Życiorys
Urodziła się w rodzinie Franciszka (1893–1972) i Janiny (1895–1976) Bedryńskich. Podczas powstania warszawskiego była członkiem Szarych Szeregów, pielęgniarką, ps. Kala, Hanka.
Eksternistyczny egzamin aktorski zdała w 1949. W teatrze zadebiutowała 20 października 1949. W latach 1949–1951 była aktorką w Teatrów Dramatycznych w Poznaniu. Następnie przeniosła się do Łodzi, gdzie w latach 1951–1963 i 1964–1991 występowała w Teatrze Nowym, a w sezonie 1963/64 – w Powszechnym.
Występowała w spektaklach Teatru Telewizji i słuchowiskach Teatru Polskiego Radia oraz pracowała w dubbingu.
W 1991 przeszła na emeryturę.
Zmarła w Warszawie, pochowana 21 sierpnia 2009 na Starym Cmentarzu w Łodzi.

## Spektakle teatralne (wybór)
- 1949: Cement jako Anna (reż. Stefan Drewicz)
- 1949: W pewnym mieście jako Klaudia (reż. S. Drewicz)
- 1950: Moralność pani Dulskiej jako Lokatorka (reż. Tadeusz Chmielewski)
- 1950: Zapora jako Stefka (reż. Tadeusz Muskat)
- 1950: Mirandolina jako Piękna oberżystka (reż. Teofil Trzciński)
- 1951: Zemsta jako Klara (reż. Jerzy Zegalski)
- 1951: Zwycięstwo jako Marysia Wróbel (reż. T. Muskat)
- 1951: Mizantrop jako Elianta (reż. Władysław Woźnik)
- 1952: Burza jako Katierina (reż. Kazimierz Dejmek)
- 1952: Niezapomniany rok 1919 jako Sekretarka towarzysza Lenina (reż. K. Dejmek)
- 1953: Henryk VI na łowach jako Betsy (reż. K. Dejmek)
- 1953: Dziewczyna z dzbanem jako Donja Maria (reż. Hanna Małkowska)
- 1954: Latarnia jako Księżna (reż. Jerzy Merunowicz)
- 1955: Wesele Figara jako Zuzanna (reż. J. Merunowicz)
- 1955: Don Juan jako Elwira (reż. Bohdan Korzeniewski)
- 1956: Noc listopadowa jako Joanna (reż. K. Dejmek)
- 1956: Święto Winkelrida jako Leokadia (reż. K. Dejmek)
- 1956: Miarka za miarkę jako Izabella (reż. K. Dejmek)
- 1957: Teatr Klary Gazul jako Dona Urraca de Pimentel (reż. Stefania Domańska)
- 1957: Wzgórza jak białe słonie (reż. Zbigniew Kuźmiński, Teatr Telewizji)
- 1958: Żywot Józefa jako Panna; Rzeczpospolita (reż. K. Dejmek)
- 1959: Cudotwórca jako Marta (reż. K. Dejmek)
- 1959: Nie-Boska komedia jako Szatan-Dziewica (reż. B. Korzeniewski)
- 1959: Bank Glembay Ltd jako Angelika Glembay (reż. Bojan Stupica)
- 1960: Hamlet jako Gertruda (reż. Janusz Warmiński)
- 1960: Człowiek z głową jako Lidia (reż. K. Dejmek)
- 1960: Siżyś jako Delfina Potocka (reż. Jerzy Antczak)
- 1961: Pan Damazy jako Mańka (reż. Stanisław Łapiński)
- 1961: Trzy siostry jako Masza (reż. K. Dejmek)
- 1961: Historyja o chwalebnym Zmartwychwstaniu Pańskim jako Marya Salomea (reż. K. Dejmek)
- 1962: Żabusia jako Helena (reż. Konrad Łaszewski)
- 1962: Skandal w Hellbergu jako Hilda Diederich (reż. Wojciech Pilarski)
- 1962: Ladacznica z zasadami jako Lizzie (reż. K. Łaszewski)
- 1963: Dyplomaci jako Linowska (reż. W. Pilaski)
- 1963: Cyrano de Bergerac jako Roksana (reż. Tadeusz Minc)
- 1964: Golem jako Kobieta szpieg, potem Ofelia (reż. Roman Sykała)
- 1964: Piosenka prawdę ci powie (reż. Barbara Fijewska, J. Wyszomirski)
- 1965: Kolumbowie rocznik 20 jako Kryska (reż. Adam Hanuszkiewicz)
- 1965: Lato w Nohant jako Georges Sand (reż. Bohdan Poręba)
- 1966: Trojanki jako Andromacha (reż. Aleksander Strokowski)
- 1966: Ojciec jako Laura (reż. Tadeusz Byrski)
- 1967: Sonata Belzebuba jako Baronowa Sokalyi (reż. Stanisław Kokesz)
- 1967: Szklana menażeria jako Amanda (reż. Witold Zatorski)
- 1967: Fantazy jako Hrabina Idalia (reż. A. Hanuszkiewicz)
- 1970: Zemsta jako Podstolina (reż. W. Zatorski)
- 1970: W małym dworku jako Widmo matki (reż. W. Zatorski)
- 1972: Poemat otwarty jako Obca (reż. Józef Zbiróg)
- 1973: Upiory jako Pani Alwing (reż. Andrzej Przybylski)
- 1974: Wesele Figara jako Marcelina (reż. B. Korzeniewski)
- 1974: Stracony syn jako Liza (reż. Tadeusz Worontkiewicz, Teatr Telewizji)
- 1975: Lato (reż. Laco Adamík, Teatr Telewizji)
- 1976: Jan Maciej Karol Wścieklica jako Rozalia Wścieklicowa (reż. W. Pilarski)
- 1978: Zemsta jako Podstolina (reż. K. Dejmek)
- 1978: Długie pożegnanie jako Matka Ludmiły (reż. Jerzy Domaradzki)
- 1980: Pan Jowialski jako Szambelanowa (reż. Jerzy Kreczmar)
- 1981: Czwartkowe damy jako Sonia (reż. Wanda Laskowska)
- 1982: Damy i huzary jako Pani Orgonowa (reż. Ludwik Benoit)
- 1983: Rodzina jako Lebenbaumowa (reż. Edward Dziewoński)
- 1984: Profesja pani Warren jako Pani Warren (reż. W. Pilarski)
- 1985: Wczesny odlot żurawi jako Profesorowa (reż. Maria Kaniewska, Teatr Telewizji)
- 1987: Skąpiec jako Frozyna (reż. M. Kaniewska)
- 1988: Jaja jak berety jako Ada (reż. Jerzy Hutek)
- 1989: Kordian jako Dama dworu (reż. J. Hutek)
- 1991: Mąż od biedy jako Pani Dawnoska (reż. Mariusz Pilawski)

## Filmografia (wybór)
- 1957: Skarb kapitana Martensa jako sekretarka w „Dalmorze”
- 1965: Kapitan Sowa na tropie jako Inkasentka Malczykowa
- 1970: Doktor Ewa jako Doktor Wachowska
- 1974: Ile jest życia jako Matka Anny
- 1975: Niespotykanie spokojny człowiek jako Sędzia
- 1975: Czerwone i białe jako Ciotka
- 1977: Pokój z widokiem na morze jako Urzędniczka
- 1980: Polonia Restituta jako Żona doktora
- 1981: Jan Serce jako Żona ordynatora sanatorium
- 1985: Wakacje w Amsterdamie jako matka Joanny
- 1987: Komediantka jako Recepcjonistka w hotelu „Chambres garnies”
- 1987: Między ustami a brzegiem pucharu jako Dora von Eschenbach
- 1988: Nowy Jork, czwarta rano jako Szatniarka
- 1990: Dziewczyna z Mazur jako Ludwisia, ciotka Marty

## Ordery i odznaczenia
- Krzyż Oficerski Orderu Odrodzenia Polski (25 kwietnia 2000)[1]
- Krzyż Kawalerski Orderu Odrodzenia Polski (1984)
- Złoty Krzyż Zasługi (1975)
- Srebrny Krzyż Zasługi (11 lipca 1955)[2]
- Medal 30-lecia Polski Ludowej (1974)
- Krzyż Armii Krajowej (1995)
- Warszawski Krzyż Powstańczy (1984)
- Odznaka „Zasłużony Działacz Kultury” (2000)
- Odznaka Honorowa miasta Łodzi (1967)